# 酷客歷險記
《酷客歷險記》是一部臺灣的冒險迷你動畫劇集，由客家委員會出品，樂群動畫製作，為全球首部客語原創動畫，2015年2月18日農曆除夕於客家電視台、台灣卡通頻道電視首播。配音有北四縣、南四縣及海陸、大埔、饒平和詔安等不同腔調版本，共8集。

## 故事大綱
在「草莓森林邊」的小木屋中，住著桃奶奶和三隻小精靈─「呴呴」、「噥噥」和「賽古」，有一天三隻小精靈意外地從黃鼠狼手中獲得了一顆蛋，不久，一隻小鴨破殼而出，桃奶奶與小精靈們將她取名為「鴨妹」，並十分寵愛她。有一日，壞阿布博士為了製造出最強大的魔獸以征服世界，四處抓各種小動物關進阿布城的實驗室。在鴨妹生日這天，阿布博士的手下「山狗大」與「臭鼬古」開著飛天船抓走了鴨妹準備進行邪惡的實驗，為了拯救好朋友，三隻小精靈踏上了未知的奇幻旅程。

## 主要角色
- 呴呴

天生一股憨直的正義感，頭腦好、鬼點子多，是三小精靈中的領導者，由於他的樂觀，經常是鼓勵伙伴的動力。有異於常人的靈敏嗅覺，可以聞到敵人的味道。
- 噥噥

小精靈之一，性子急，愛講話，頭上有一對小翅膀。有飛毛腿的稱號，可以颳起龍捲風。名字取自客語四縣腔的噥噥噥噥（nungˇnungˇnung nung），有嘮叨、愛嘀咕的意思。
- 賽古

小精靈之一，個性膽小、動作慢吞吞，看到美食就完全無法抗拒，但是在危急時刻總是能挺身而出拯救同伴。只要吃飽就能發揮巨無霸的力量。客語四縣腔的豺牯（saiˇguˋ）指的是貪吃的人，賽古的名字即是取其音譯。
- 鴨妹

桃奶奶收養的小鴨，受到小精靈與桃奶奶的寵愛，個性驕縱、脾氣大，但平常活潑、愛撒嬌的模樣，深受大家喜愛。
- 桃奶奶

仁慈有愛心的老奶奶，平時經常做美食給三隻小精靈吃，受到小精靈們的敬愛。
- 伯公

需要特殊咒語才能召喚出來。在路途上守護著三隻小精靈們，在有困難時替他們指點迷津，「伯公」即土地公客語。
- 阿布博士

故事中的反派，住在阿布城。野心勃勃，一心想征服世界，抓走了許多動物做實驗，想培養出宇宙最強大的魔獸。有兩個愚笨的手下「山狗大」與「臭鼬古」。
- 山狗大

壞博士阿布的手下，傻里傻氣，神經兮兮，個性冒失，對壞博士阿布的吩咐，無所不從。「山狗大」即蜥蜴客語大埔腔。
- 臭鼬古

壞博士阿布的手下，遲鈍沒主見，總跟著後頭，身上很臭，大家都不想離他太近。「臭鼬古」即臭鼬客語古鼬獾。

## 配音
四縣腔
- 李如意（領班）
- 楊明剛
- 陳俊璋
- 黃紹彬
- 黃振尉
- 賴家昌
- 謝小玲
- 徐主驊
- 徐敏莉

## 外部連結
- 酷客歷險記 官方網站